# Schloss Les Réaux

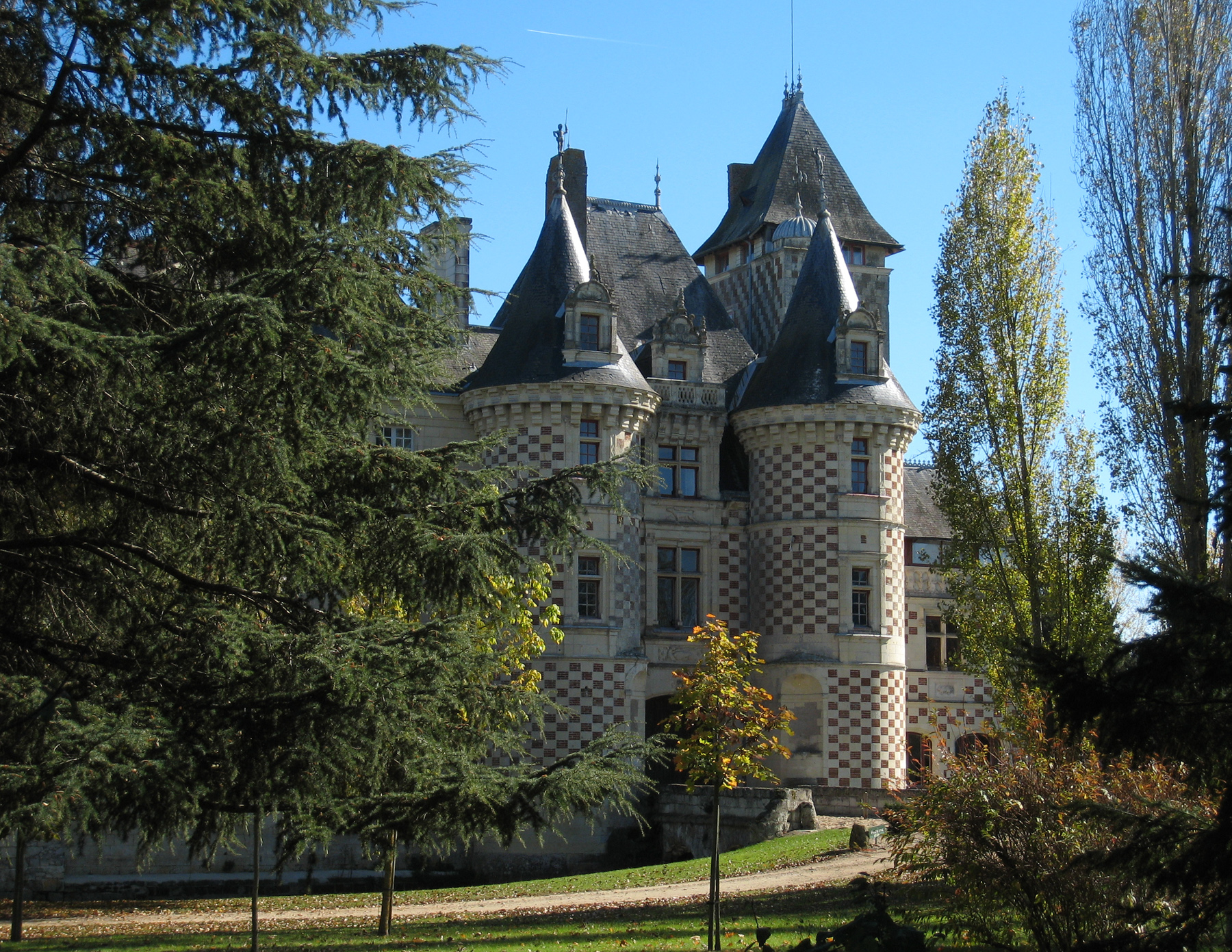
Schloss Les Réaux, Torhaus mit flankierenden Rundtürmen

Schloss Les Réaux liegt nahe dem Nordufer der Loire im Département Indre-et-Loire in der Region Centre in Frankreich, vier Kilometer von der Ortschaft Bourgueil entfernt. Wahrscheinlich wurde es für Jean Briçonnet, um 1515 Erbe des Anwesens, erbaut. Der Name Les Réaux geht auf den französischen Schriftsteller Gédéon Tallemant des Réaux zurück, der das Schloss 1651 erwarb. 
Von dem ursprünglichen Bauwerk existieren nur noch das von zwei Rundtürmen flankierte Torhaus und der Donjon. Zusammen mit den Türmen machen Walmdächer und große Fenster den architektonischen Reiz aus. Sehenswert ist vor allem auch das Mauerwerk mit seinem attraktiven, rot-weißen Schachbrettmuster aus Ziegel und Bruchstein, das von anmutigen Skulpturenelementen aufgelockert wird. Über der Eingangstür erscheint zum Beispiel das Salamander-Motiv, eines der Symbole des Loiretals.  Zwei Flügel, die an das Torhaus anschließen, stammen aus dem 18. Jahrhundert und aus dem Jahr 1897. Letzterer zeigt sich im Stil des 16. Jahrhunderts.
Die heutige Nutzung des Schlosses Les Réaux bleibt dem Besucher verborgen, steht er doch meist vor verschlossenem Tor.